# Flughafen Resistencia

i8
i11
i13
Der Flughafen Resistencia (offiziell: Aeropuerto Internacional de Resistencia) ist ein argentinischer Flughafen nahe der Stadt Resistencia in der Provinz Chaco. Der seit 1971 benutzte Flughafen wird heute von Aeropuertos Argentinas 2000 betrieben. 1972 wurde ein neues Terminal eingeweiht. Besonders ist die Nähe zum Flughafen Corrientes. Der Flughafen wird auch von der argentinischen Luftwaffe genutzt.

## Fluggesellschaften und Flugziele
| Fluggesellschaften    | Ziele                                                                          |
| --------------------- | ------------------------------------------------------------------------------ |
| Aerolineas Argentinas | Buenos Aires-Jorge Newbery, Buenos Aires-Ezeiza, Córdoba, Puerto Iguazú, Salta |
| Quellen:              |                                                                                |

## Zwischenfälle
- Am 28. Juni 1956 kam es bei einer Vickers Viking 1B der Fuerza Aérea Argentina (Luftfahrzeugkennzeichen T-5) kurz nach dem Start vom Flughafen Resistencia zu einem Triebwerksausfall. Bei der Notlandung 3 Kilometer vom Startflughafen entfernt wurde das Flugzeug irreparabel beschädigt. Alle 25 Insassen, Besatzungsmitglieder und Passagiere, überlebten den Unfall.[2]